# Frente ocluido (meteorología)

Diagrama de un ciclón en las primeras etapas de oclusión en el hemisferio norte.

En meteorología, un frente ocluido es un tipo de frente meteorológico formado durante la ciclogénesis. La visión clásica y habitual de un frente ocluido comienza cuando un frente frío alcanza a un frente cálido cerca de un ciclón, de modo que el aire caliente se separa (ocluye) del centro del ciclón en la superficie. El punto donde el frente cálido se convierte en frente ocluido es el punto triple; una nueva borrasca que se desarrolla en este punto se llama punto triple. Una visión más moderna del proceso de formación sugiere que los frentes ocluidos se forman directamente sin la influencia de otros frentes durante la envoltura de la zona baroclínica durante la ciclogénesis, y luego se alargan debido a la deformación del flujo y la rotación alrededor del ciclón a medida que se forma.

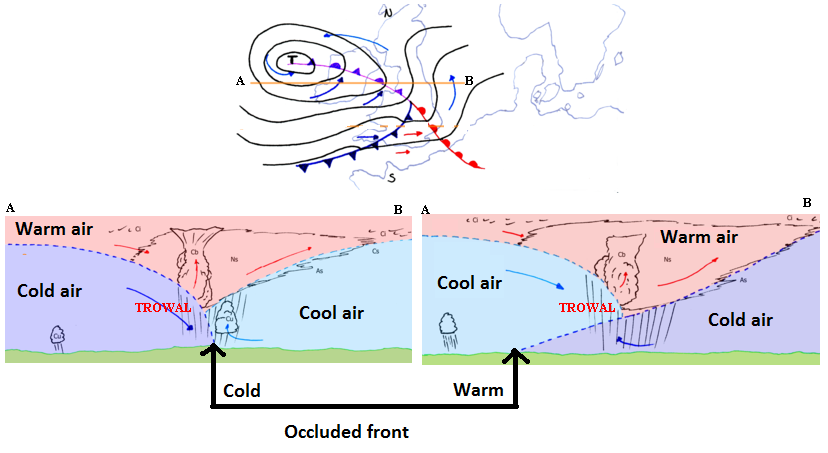
Principio de oclusión con posiciones de frentes de oclusión cálidos/fríos.

## Características y variantes
Los frentes ocluidos generalmente se forman en torno a borrascas. Existen dos tipos de oclusiones frontales, cálidas y frías, según el contraste de temperaturas:
- En una oclusión fría, la masa de aire frío que supera a la masa de aire caliente que se encuentra delante y pasa por debajo de ambas masas de aire, y a menudo tiene las características de un frente frío.
- En una oclusión cálida, la masa de aire frío que supera al frente cálido es más cálida que el aire frío que está delante de la masa de aire cálido y pasa sobre la masa de aire más fría mientras levanta el aire cálido y, a menudo, tiene las características de un frente cálido.